# E.I.S.-Projekt
Das 1983 bis  1987 vom BMFT geförderte E.I.S.-Projekt diente der Einführung der Mikroelektronik in der akademischen Lehre.  Die Abkürzung „E.I.S.“ sollte das Anliegen der deutschen Vorkämpfer der weltweiten „VLSI-Revolution“ zeigen, nämlich die entstehende Disziplin des „Entwurfs Integrierter Schaltungen“ für die Lehre in Deutschland durchzusetzen.
An dem von Reiner Hartenstein initialisierten E.I.S.-Projekt haben 20 Universitäten der Bundesrepublik mitgewirkt. Das E.I.S.-Projekt war die Antwort der BRD auf die weltweit sich rasch ausbreitende Mikrochip-Entwurfs-Revolution, die unter Loslösung von der Mikroelektronik-Technologie-Szene die Mikroelektronik-Entwurfsmethoden als eigenständige Wissenschaft begründete und zur Entstehung der Industrie für Werkzeuge (Software) zur Elektronik-Entwurfs-Automatisierung führte (EDA-Industrie, wobei EDA für „Electronic Design Automation“ steht). Diese weltweite Revolution wurde ausgelöst (in den USA unter Förderung durch das DARPA-VLSI-Projekt) durch Carver Mead, seinerzeit Professor am California Institute of Technology in Pasadena, Kalifornien, und Lynn Conway, seinerzeit Leiterin des VLSI-Labors am Forschungszentrum Xerox PARC in Palo Alto, Kalifornien. Das E.I.S.-Projekt ist der Vorläufer der von der Europäischen Union geförderten EUROCHIP-Organisation zur Förderung der Mikroelektronik-Entwurfswissenschaften in Europa, die inzwischen unter anderen Namen weiterexistiert. 